# Jordy Deckers
Jordy Deckers (Almere, 20 giugno 1989) è un ex calciatore olandese, di ruolo portiere.

## Carriera
Il 22 febbraio 2013, con la maglia dell'Excelsior, ha segnato allo scadere il gol del definitivo 2-2 nel match contro il Dordrecht.